# Józefina Suriano
Józefina Suriano, wł. Giuseppina (Pina) Suriano (ur. 18 lutego 1915 w Partinico w Palermo, zm. 19 maja 1950) – sycylijska zakonnica, działaczka Akcji Katolickiej, błogosławiona Kościoła rzymskokatolickiego.
Urodziła się w bardzo religijnej rodzinie, jako córka Giuseppe i Grazielli Costantino. 
W 1921 roku podjęła naukę w szkole publicznej w Partinico. Mając 12 lat brała czynny udział w życiu parafii i Akcji Katolickiej. 29 kwietnia 1932 roku złożyła śluby czystości, a w lutym 1940 śluby zakonne, wstępując do Instytutu Sióstr św. Anny w Palermo, jednak po ośmiu dniach musiała go opuścić z powodu problemów z sercem.
Zmarła mając 35 lat na atak serca, w opinii świętości.
Została beatyfikowana przez papieża Jana Pawła II w dniu 5 września 2004 roku.